# Rally Ciudad de Oviedo de 1971
El Rally Ciudad de Oviedo de 1971, oficialmente 8.º Rallye Premio Ciudad de Oviedo-I Internacional, fue la octava edición y la decimotercera cita de la temporada 1971 del Campeonato de España de Rally. Se celebró del 7 al 8 de septiembre y contó con un itinerario que sumaba un total de 126 km cronometrados.

## Clasificación final
| Pos. | Piloto               | Copiloto             | Automóvil                | Tiempo  | Diferencia |
| ---- | -------------------- | -------------------- | ------------------------ | ------- | ---------- |
| 1.   | Alberto Ruiz-Giménez | Juan Antonio Conde   | Porsche 911              | 1:16:59 | 0.0        |
| 2.   | Lucas Sainz          | Juan Carlos Oñoro    | Alpine-Renault A110      | 1:21:48 | +4:49      |
| 3.   | Estanislao Reverter  | Eloy Rodríguez       | Alpinche                 | 1:24:31 | +7:32      |
| 4.   | Melquiades Argüelles | Enrique Muñiz        | Alpine-Renault A110 1300 | 1:26:01 | +9:02      |
| 5.   | Juan Carlos Pradera  | Tirso Olazábal       | Ford 20M RS              | 1:27:03 | +10:04     |
| 6.   | León de Cos          | Esther Salas         | Alpine-Renault A110      | 1:28:46 | +11:47     |
| 7.   | Joaquín Pevida       | José C. Mortera      | SEAT 1430                | 1:30:31 | +13:32     |
| 8.   | Emeterio Fernández   | José L. ÁLvarez      | Alpine-Renault A110      | 1:31:02 | +14:03     |
| 9.   | Pedro Román Anchia   | María Asunción López | SEAT 1430                | 1:31:05 | +14:06     |
| 10.  | Juan José Díaz       | Carlos Rodríguez     | Renault 8 Gordini        | 1:31:10 | +14:11     |